# Col des Trois Pagodes
Le col des Trois Pagodes (en thaï ด่านเจดีย์สามองค์, prononcer « dan chedi sam ong ») passe à une altitude de 282 mètres à travers les monts Bilauktaung qui forment sur 400 km une frontière naturelle entre le sud de la Birmanie et l'ouest de la Thaïlande et constituent le massif le plus élevé de la chaîne Tenasserim. Le col relie la ville birmane de Payathonzu (dans l'état Karen), au district thaïlandais de Sangkhla Buri (dans le nord de la province de Kanchanaburi).
Depuis toujours, il constitue la principale route terrestre entre le sud de la Birmanie et l'ouest de la Thaïlande. On pense que c'est par ce col que le bouddhisme a pénétré au IIIe siècle dans le territoire de l'actuelle Thaïlande.

## Histoire
L'abondance des vestiges de Dvaravati (VI-IXe siècle) dans la basse vallée de la Mae Klong semble prouver qu'il existait déjà à cette époque une route commerciale entre le golfe du Bengale et le golfe du Siam par le col des Trois Pagodes.
Durant la période des royaumes birman d'Ava et thaï d'Ayutthaya (XIVe – XVIIIe siècles), le col fut la principale route des invasions birmanes, et éventuellement siamoises. Les trois petites pagodes, ou chedis, délabrées auxquelles le col doit son nom ont probablement été construites à la fin de cette période tumultueuse comme symbole de paix. Elles sont maintenant du côté thaïlandais de la frontière.
Pendant la Seconde Guerre mondiale, les Japonais y ont fait passer le sinistre « chemin de fer de la mort » (qui comprenait également le pont sur la rivière Kwaï). Une plaque rend hommage aux prisonniers australiens qui, avec d'autres soldats alliés et des civils originaires de différents pays d'Asie du Sud-Est, sont morts comme travailleurs de force pendant la construction de la voie ferrée.

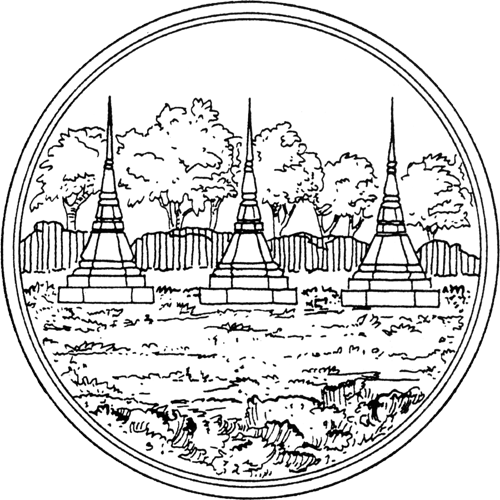
Les trois pagodes figurent sur le sceau de la province de Kanchanaburi.

La région est habitée par différentes populations montagnardes, notamment Birmans, Môns et Karens, qui soit ne peuvent, soit ne veulent obtenir la citoyenneté de l'un ou l'autre des deux pays. Depuis la Seconde Guerre Mondiale, il y a eu de nombreuses tentatives par des armées rebelles de prendre le contrôle du col à partir de la Birmanie. Les Môns l'ont ainsi contrôlé jusqu'en 1990, lorsque l'armée birmane les en a délogés. Il y a aussi de temps à autre des escarmouches entre troupes rebelles karens et mônes.
Aujourd'hui, les touristes viennent visiter le col. En fonction de la situation politique, ils peuvent obtenir un visa à la journée pour visiter Payathonsu. Parmi les attractions du côté birman, on trouve du mobilier de bois, du jade sculpté et des textiles.

Les trois pagodes (chedi, stupa)
1942-1943.
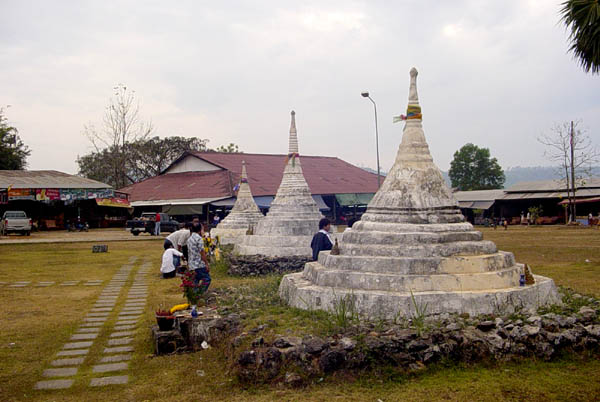
2007.
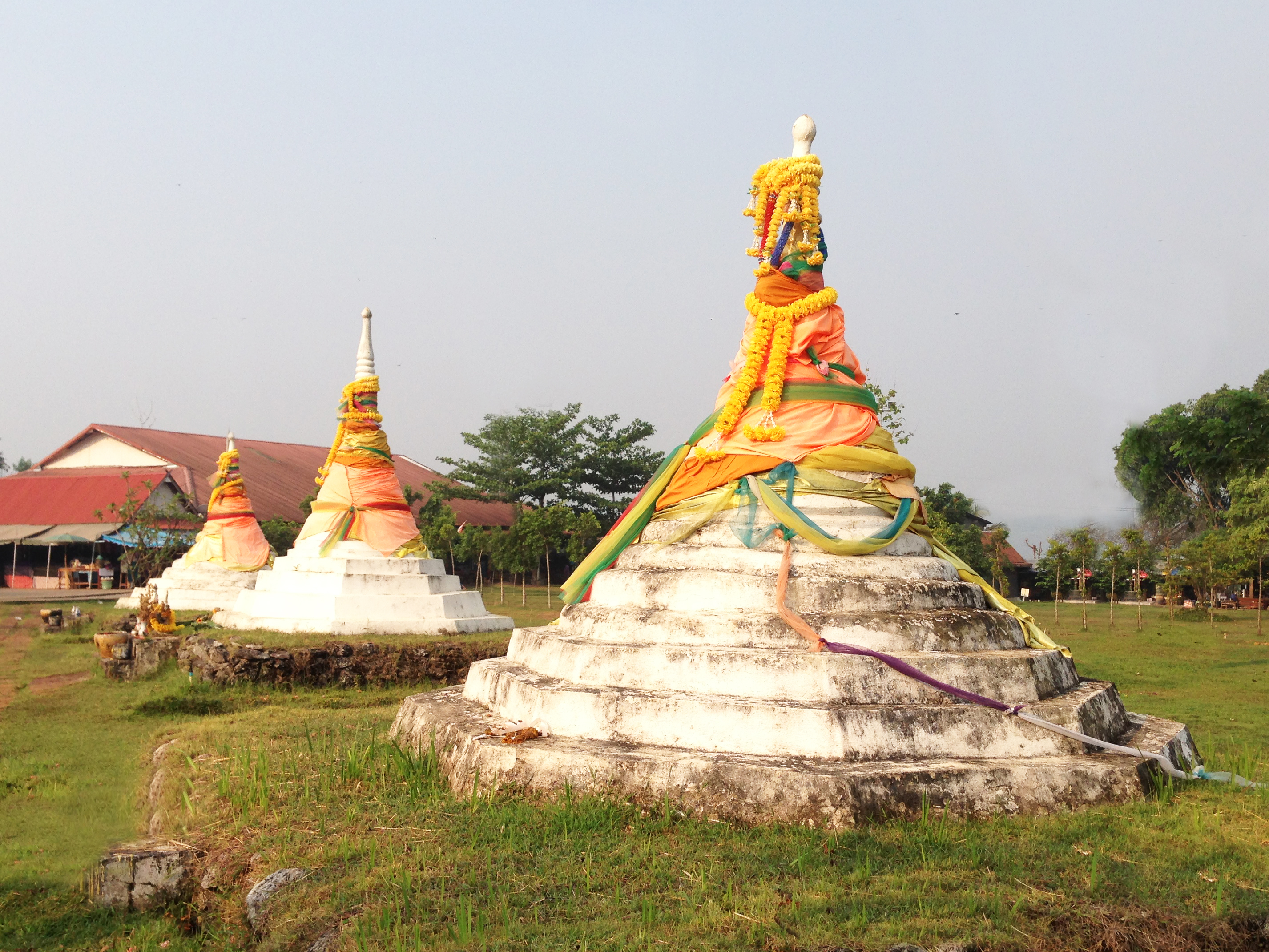
2015.